# Bedtime Story (bài hát)
"Bedtime Story" (tạm dịch: Câu chuyện giường chiếu) là một bài hát của ca sĩ người Mỹ Madonna nằm trong album phòng thu thứ sáu của cô, Bedtime Stories (1994). Nó được phát hành làm đĩa đơn thứ ba trích từ album vào ngày 13 tháng 2 năm 1995, bởi Maverick Records, cũng như xuất hiện trong album tuyệt phẩm thứ hai của Madonna GHV2 (2001). "Bedtime Story" do Björk, Nellee Hooper và Marius De Vries sáng tác. Björk đã thực hiện một bản demo của bài hát trước khi giao cho Madonna và Nellee Hooper sản xuất và thể hiện. Đây là bước khởi đầu cho sự thay đổi cá tính âm nhạc của Madonna từ pop và R&B quen thuộc sang những âm thanh độc đáo của nhạc điện tử. Nội dung bài hát nói về những niềm vui trong thế giới vô thức.
"Bedtime Story" nhận được những phản ứng tích cực từ các nhà phê bình âm nhạc, trong đó họ đánh giá cao phong cách bí ẩn và âm thanh điện tử của bài hát. Về mặt thương mại, nó gặt hái những thành công tương đối, lọt vào top 10 tại Vương quốc Anh, Ý và Úc, nhưng không thể đạt đến top 40 ở Hoa Kỳ. Tuy nhiên, bài hát đạt vị trí số một trên bảng xếp hạng Hot Dance Club Songs. Video ca nhạc cho "Bedtime Story" được đạo diễn bởi Mark Romanek và là một trong những video ca nhạc đắt giá nhất mọi thời đại với mức kinh phí 5 triệu đô-la (96 triệu đô tính theo thời giá 2025). Trong video bao gồm những yếu tố siêu thực và mang tính chất trước thời đại, lấy cảm hứng từ nhiều nghệ sĩ như Remedios Varo, Frida Kahlo và Leonora Carrington. Giới chuyên môn giành nhiều lời khen cho nó và video này cũng được lưu trữ tại Bảo tàng Nghệ thuật Hiện đại ở thành phố New York.
Madonna trình diễn "Bedtime Story" tại lễ trao giải BRIT Awards năm 1995 ở London, trong một chiếc váy trắng hiệu Versace, đã trở thành một trong 30 khoảnh khắc đẹp nhất trong lịch sử giải thưởng này. Một phiên bản phối lại của ca khúc cũng được sử dụng làm video xen kẽ trong chuyến lưu diễn Re-Invention World Tour (2004), với một video mới do Dago Gonzalez làm đạo diễn. "Bedtime Story" được ghi nhận bởi các nhà phê bình, nhà báo và học giả trong việc dự đoán trước tiềm năng phát triển của dòng nhạc điện tử trong tương lai gần. Nó cũng góp phần tạo nên sự ảnh hưởng trong việc phổ biến Sufi giáo và Mevlevi đến văn hóa phương Tây.

## Danh sách các phiên bản chính thức
| - Bản album - 4:50 - Bản radio / chỉnh sửa trong GHV2 - 4:07 - Junior's Wet Dream Mix - 8:33 - Junior's Wet Dream Single Mix/Junior's Single Mix - 4:53 - Junior's Wet Dream Dub - 7:25 - Junior's Dreamy Drum Dub - 9:32 - Junior's Sound Factory Mix - 9:32 | - Junior's Sound Factory Dub - 8:15 - Orbital Mix - 7:41 - Orbital chỉnh sửa - 4:52 - Lush Vocal Mix - 6:48 - Lush Vocal Radio chỉnh sửa - 4:43 - Unconscious In The Jungle Mix - 6:30 - Luscious Dub - 7:40 - Percapella - 6:30 |

## Danh sách bài hát
| - Đĩa đơn cassette, 7" và CD tại Mỹ 1. "Bedtime Story" (bản album) – 4:53 2. "Survival" (bản album) – 3:33 - Đĩa đơn cassette và CD tại châu Âu 1. "Bedtime Story" (bản album chỉnh sửa) – 4:08 2. "Bedtime Story" (Junior's Single Mix) – 4:53 - Đĩa CD tại châu Âu / Đĩa CD tại Vương quốc Anh #2 1. "Bedtime Story" (bản album chỉnh sửa) – 4:08 2. "Bedtime Story" (Junior's Wet Dream Mix) – 8:35 3. "Bedtime Story" (Junior's Dreamy Drum Dub) – 9:34 4. "Bedtime Story" (Orbital Mix) – 7:43 5. "Bedtime Story" (Junior's Sound Factory Mix) – 9:18 - Đĩa CD Storybook bản giới hạn tại Vương quốc Anh 1. "Bedtime Story" (Junior's Single Mix) – 4:53 2. "Secret" (Allstar Mix) – 5:11 3. "Secret" (Some Bizarre Mix) – 9:48 4. "Secret" (Some Bizarre Single Mix) – 4:17 | - Đĩa 12" tại châu Âu 1. "Bedtime Story" (Junior's Sound Factory Mix) – 9:18 2. "Bedtime Story" (Junior's Sound Factory Dub) – 8:19 3. "Bedtime Story" (Junior's Wet Dream Mix) – 8:35 4. "Bedtime Story" (Orbital Mix) – 7:44 - Đĩa CD Maxi tại Mỹ 1. "Bedtime Story" (bản album chỉnh sửa) – 4:08 2. "Bedtime Story" (Junior's Wet Dream Mix) – 8:35 3. "Bedtime Story" (Junior's Dreamy Drum Dub) – 9:34 4. "Survival" (bản album) – 3:33 5. "Bedtime Story" (Orbital Mix) – 7:44 6. "Bedtime Story" (Junior's Sound Factory Mix) – 9:18 7. "Bedtime Story" (Junior's Single Mix) – 4:53 - Đĩa 12" quảng cáo "Bedtime Story Chapter II" tại Mỹ 1. "Bedtime Story" (Lush Vocal Mix) – 4:44 2. "Bedtime Story" (Luscious Dub) – 7:38 3. "Bedtime Story" (Percapella Mix) – 6:30 4. "Bedtime Story" (Unconscious In The Jungle Mix) – 6:29 |

## Xếp hạng
| Bảng xếp hạng (1995)             | Vị trí cao nhất |
| -------------------------------- | --------------- |
| Australian Singles Chart         | 5               |
| Belgian Singles Chart (Wallonia) | 38              |
| Canadian RPM Singles Chart       | 46              |
| Danish Singles Chart             | 46              |
| Finnish Singles Chart            | 4               |
| Italian Singles Chart            | 8               |
| New Zealand Singles Chart        | 38              |
| Scotland (OCC)                   | 4               |
| UK Singles Chart                 | 4               |
| US Billboard Hot 100             | 42              |
| US Billboard Pop Songs           | 38              |
| US Billboard Hot Dance Club Play | 1               |
| US Billboard Rhythmic Songs      | 40              |

| Bảng xếp hạng (1995)  | Vị trí |
| --------------------- | ------ |
| Italian Singles Chart | 82     |